# Cytheropteron inornatum
Cytheropteron inornatum is een mosselkreeftjessoort uit de familie van de Cytheruridae. De wetenschappelijke naam van de soort is voor het eerst geldig gepubliceerd in 1872 door Brady & Robertson.